# Ружицкий, Сергей Викторович
Сергей Викторович Ружицкий (укр. Сергій Вікторович Ружицький; род. 19 мая 1979, Нижние Серогозы, Херсонская область) — украинский футболист, нападающий.

## Игровая карьера
Профессиональную карьеру начал в 2000 году в команде второй лиги «Горняк-Спорт», в первом же сезоне забив в ворота соперников комсомольцев 6 голов в 13 матчах. Следующий сезон был не таким успешным, а затем два сезона подряд (2001/02, 2002/03) с 11 голами футболист становился лучшим бомбардиром своих команд — соответственно «Горняка-Спорт» и хмельницкого «Подолья». В следующем сезоне Ружицкий со скромным результатом в 5 голов стал лучшим бомбардиром третьей команды — «Николаева».
В 2006—2007 годах в числе целого ряда игроков с Украины, среди которых были Владимир Мазяр, Вячеслав Невинский, Юрий Булычев, Сергей Селезнёв, Евгений Ковтунов, Михаил Старостяк и другие, Ружицкий играл в азербайджанской команде «Симург», которую в то время возглавлял украинец Роман Покора. В высшем дивизионе Азербайджана Сергей сыграл 9 матчей, забил 1 гол.
После возвращения из Азербайджана играл в любительских клубах Херсонской области.